# Eszteregnye
Eszteregnye (horvátul: Strugna) község Zala vármegyében, a Nagykanizsai járásban.

## Fekvése
A Zalai-dombság délnyugati részén fekszik, az Egerszeg–Letenyei-dombság területén, alig 10 kilométerre a horvát határtól.
A közvetlenül határos települések: északkelet felől Magyarszerdahely és Homokkomárom, kelet felől Sormás, dél felől Szepetnek, nyugat felől Rigyác, északnyugat felől pedig Oltárc. Közigazgatási határa északon pontszerűen érintkezik még Bocska délnyugati határszélével is. A legközelebbi város Nagykanizsa, 9 km-re kelet-északkeletre.
Közúton az ország távolabbi részei felől is könnyen elérhető, mivel déli határánál található a 7-es főút és az M7-es autópálya egyik csomópontja. Belterülete a főútról észak felé leágazó 75 134-es számú mellékúton érhető el, ami a település központját elhagyva még továbbhalad az onnan 3 kilométerre északra fekvő Obornak településrészig.
Vasútvonal az egész környéket nem érinti; a legközelebbi vasúti csatlakozást a közúton bő 12 kilométernyi távolságra létesült Nagykanizsa vasútállomás kínálja.

## Története
A település és környéke ősidők óta lakott helynek számít, amit a területén feltárt újkőkori, rézkori, római kori,  és az avar korból való leletanyag is bizonyít.
A helység nevét egy 1390. március 24-én kelt oklevél említette először villa Esztregnye alakban.
1388-ban a veszprémi püspök birtokai közt szerepelt, melyet 1340-ben a Kanizsaiakkal cserélt el. Az 1530-ban végzett összeíráskor 20 negyed telket írtak itt össze. 1546-ban a törökök a falu 13 portáját égették fel, ami gyakorlatilag a falu szinte teljes pusztulását okozta. 1557-ben a kanizsai várhoz tartozó majorság volt. Földesura a Kanizsai családból való Kanizsai Orsolya volt. 1574-ben a törökök ismét nagy pusztítást végeztek a faluban. 1597-ben a falu fele a kanizsai váruradalomhoz tartozott. Kanizsa 1600-as eleste megpecsételte Eszteregnye sorsát is. 1620-ban a király 6000 forintért Melchior Ratknak engedte át.
Obornakon 1954-55-ben olajfúrás közben 94-95 °C-os, 46% jódtartalmú termálvizet találtak, amely gyógyászati célra is alkalmas. Az obornaki vadászház az erdészet kezelésében működik, a vadászturizmust szolgálja. Eszteregnye temploma a 19. század 70-es éveiben épült, a közelmúltban újították fel. A települést Rigyáccal összekötő szőlőhegy szép kirándulási lehetőséget nyújt.

## Közélete

### Polgármesterei
- 1990–1994: Horváth József (független)[4]
- 1994–1998: Horváth József (független)[5]
- 1998–2002: Kele István Antalné (független)[6]
- 2002–2006: Kele István Antalné (független)[7]
- 2006–2010: Kele Lajos Attila (független)[8]
- 2010–2014: Kele Lajos Attila (független)[9]
- 2014–2019: Burcsi János (független)[10]
- 2019–2024: Kele Lajos Attila (független)[11]
- 2024– : Szilágyi Zoltán (független)[1]

## Népesség
A település népességének változása:
| Lakosok száma | 686  | 672  | 669  | 642  | 632  | 628  | 627  |
|               | 2013 | 2014 | 2015 | 2021 | 2022 | 2023 | 2024 |

A 2011-es népszámlálás idején a nemzetiségi megoszlás a következő volt: magyar 96,4%, cigány 1,36%, horvát 0,9%, német 0,6%. A lakosok 71,8%-a római katolikusnak, 0,5% reformátusnak, 0,5% evangélikusnak, 4,76% felekezeten kívülinek vallotta magát (21,3% nem nyilatkozott).
2022-ben a lakosság 91,5%-a vallotta magát magyarnak, 1,6% cigánynak, 0,9% németnek, 0,9% horvátnak, 0,3% lengyelnek, 0,2-0,2% görögnek, bolgárnak és ukránnak, 1,1% egyéb, nem hazai nemzetiségűnek (8,5% nem nyilatkozott; a kettős identitások miatt a végösszeg nagyobb lehet 100%-nál). Vallásuk szerint 49,8% volt római katolikus, 1,4% református, 1,3% egyéb keresztény, 0,8% egyéb katolikus, 10,3% felekezeten kívüli (36,4% nem válaszolt).

## Nevezetességei
- Kerekvár